# Giuseppe Biagi
Pour les articles homonymes, voir Biagi.
Giuseppe Biagi, né le 2 février 1897 à Medicina et mort le 1er novembre 1965 à Rome, est un explorateur et opérateur radio italien. 
Il participe en mai 1928 à l'expédition d'Umberto Nobile au pôle Nord à bord du dirigeable Italia,,. 

## Biographie
Fils de Raffaele Biagi et de Virginia Natali, il est né et a grandi dans une ferme de la campagne bolognaise, avec ses frères Cesira et Alfredo. En 1903, la famille s'installe à Bologne, où il poursuit ses études à l'institut technique Aldini.
En 1911, il commence à travailler sur des bateaux à Rimini, puis décide d'étudier la radiotélégraphie à l'école technique de Varignano, un port près de La Spezia, où il deviendra plus tard instructeur. Il participe comme opérateur radiotélégraphiste à la Première Guerre mondiale, où il prend le surnom de Baciccia. Après la fin de la guerre, il épouse Anita Bucilli et ils auront un fils nommé Giorgio.
En 1928, il participe à l'expédition polaire du dirigeable Italia dirigée par Nobile. Le 24 mai 1928, le dirigeable s'écrase alors qu'il revient du pôle Nord.
Après le crash, Biagi envoie à plusieurs reprises le signal SOS au navire de soutien Città di Milano, en utilisant le petit émetteur à ondes courtes Ondina 33 S. Un appareil séparé, Burndept MK IV, est utilisé comme récepteur. Bien que le signal n'ait pas été reçu par le navire de soutien, il est capté le 9 juin à une distance de 2 400 km par le radioamateur russe Nikolaj Schmidt près du Spitzberg. Schmidt le signale aux autorités, qui en informent Radio San Paolo (en) à Rome. Des opérations de sauvetage à grande échelle suivent et finalement le brise-glace soviétique Krassine sauve les hommes le 12 juillet.
Biagi continue ensuite son travail en tant que sous-officier de Marine, puis prend sa retraite. Au cours des dernières années de sa vie, il ouvre une station-service sur la Via Ostiensis, à la périphérie de Rome.